# 룩셈부르크주의
룩셈부르크주의(-主義, 독일어: Luxemburgismus, 영어: Luxemburgism)은 로자 룩셈부르크의 이론이며, 반-레닌주의적이고 반-권위주의적인 공산주의의 분파 사상이며 보수공산주의라고도 한다. 보수공산주의란 의미는 마르크스주의의 원론적 의미를 레닌의 볼셰비키와 같은 방식으로 수정하지 않고 전통 마르크스주의를 고집했기 때문에 보수공산주의란 이름으로 불린다. 로자 룩셈부르크는 마르크스주의에서는 혁명 방식을 보수적으로 유지하는 것보다 프롤레타리아의 민주주의 제도를 보수적으로 유지하는 것이 더 중요하다고 했다. 이 때문에 룩셈부르크주의는 러시아 혁명을 지지하기도 한 한편, 레닌의 소비에트 연방 체제를 비판했다. 룩셈부르크주의에서 제일 반대했던 레닌주의의 이론은 '전위당 체계론'이었는데, 전위당 체계론은 소수의 엘리트 혁명가 집단이 정당 구조를 독식하는 것을 주장하기 때문에 룩셈부르크주의에서는 다수의 무산계급 민중들이 선봉이 되어야 할 프롤레타리아 혁명에 전위당 체계론은 맞지 않다고 주장했다. 물론 이에 대해 로자 룩셈부르크는 레닌주의에서 전위당 체계론이 왜 존재해야 하는지 알고 있었다. 대부분 산업 노동자, 농민들은 교육 수준이 낮아 혁명 사상을 알지 못하였기 때문이다. 로자 룩셈부르크는 마르크스 사상에 대해 잘 알고 있는 소수의 엘리트 혁명가 집단이 정당을 지배하는 전위당 체계론이 아닌 모든 산업 노동자, 농민들이 마르크스 사상을 이해할 수 있도록 여러 공산주의 서적을 쉽게 풀이하고, 모든 노동자에게 공산주의 이론을 전수해 진정한 의미에서의 프롤레타리아 혁명을 일으키려고 했으며, 그녀는 여러 공산주의 서적을 다수의 노동자 수준에 맞게 집필하여 저술했다. 룩셈부르크주의는 좌파공산주의의 가장 핵심적인 사상 또는 이론이다.

## 개요

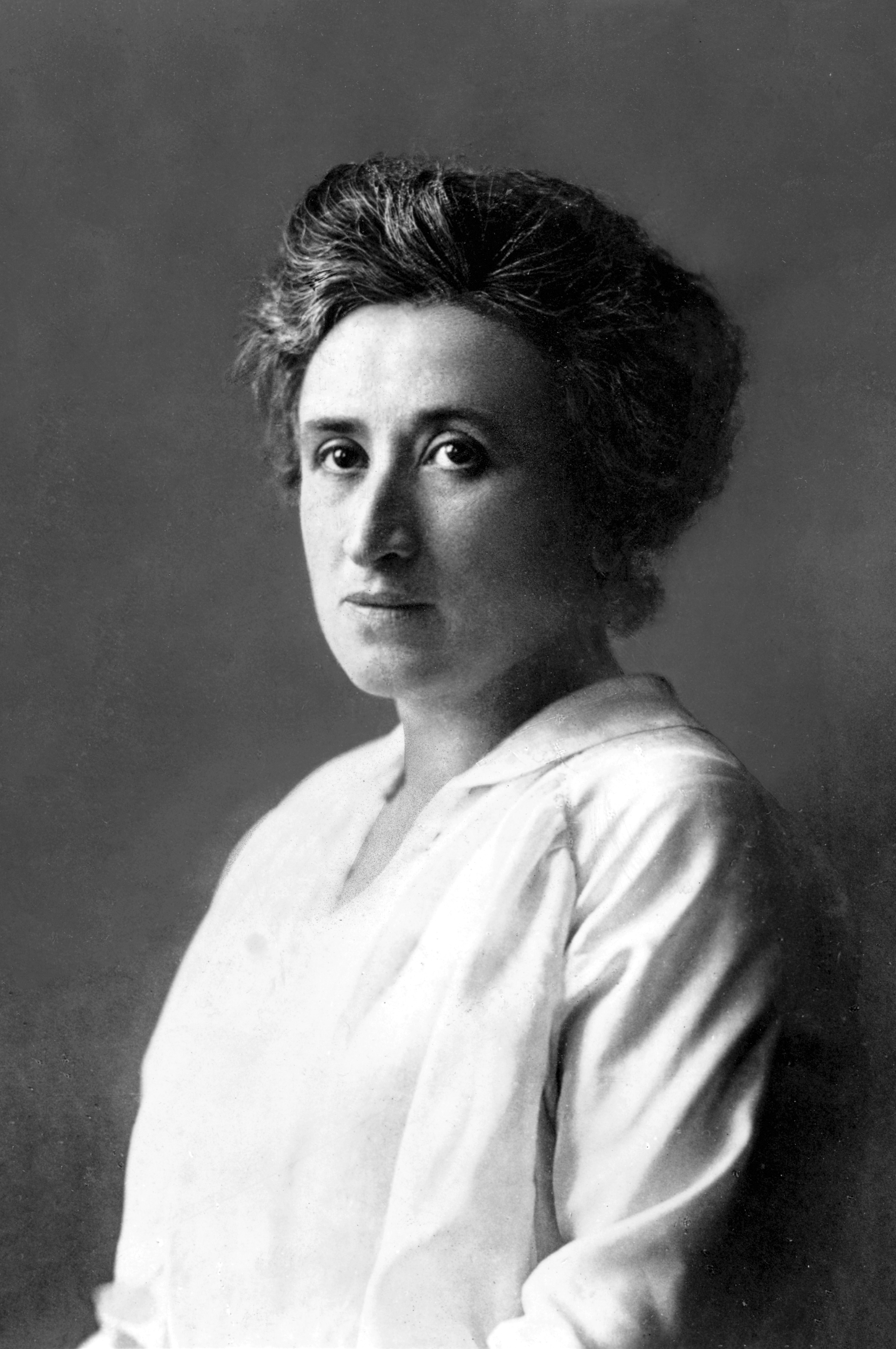
로자 룩셈부르크, 그녀는 좌파공산주의 이론의 시초라고도 불린다.

'룩셈부르크주의'라는 용어의 기원은 룩셈부르크를 따르는 공산주의자들이 만들어낸 용어가 아니었다. 사학자인 마리안 카밀 지바노프스키의 연구에 따르면, '룩셈부르크주의'란 용어는 볼셰비키의 간부들이 레닌주의에 반대하거나 일탈하는 무리를 멸칭할 때 사용하던 신조어였다. 그러나 이후 룩셈부르크의 지지자들도 '룩셈부르크주의'라는 용어를 곧장 채택하게 된다. 룩셈부르크주의는 마르크스주의를 해석한 하나의 공산주의 이론이므로 러시아 혁명을 지지하는 한편, 레닌과 트로츠키 일군의 볼셰비키 정책에 대해 비판을 하며, 그들의 프롤레타리아 민주 노선이 마르크스주의에서 의미하는 태초의 프롤레타리아 민주와는 다르다고 주장한다.
룩셈부르크주의의 특징은 사회주의 혁명이란 고도로 발전된 민주주의 통치체제의 자본주의 경제체제에서만 일어나는 것이 아니라, 전제주의 통치체제에서 민주주의 체제로 전환하기 위한 이행기도 하나의 사회주의 혁명 과정이라고 볼 수 있다고 주장한다. 또한, 룩셈부르크주의에서 말하는 '프롤레타리아 민주'란 노동자가 각 직장 또는 사회에서 민주적인 직접 투표를 하는 일당제가 아닌 다당제의 공산주의 체제를 의미하며 의회공산주의를 포함한 풀뿌리 민주주의 개념이라고 할 수 있다. 이러한 것은 아나키즘과 같다고 볼 수 있지만 사회주의 혁명에서의 '혁명적인 당의 역할'을 중시하기 때문에 정당 활동을 배제하는 아나키즘에 대해서 로자 룩셈부르크는 인간의 의식에 의존한 의지주의적 운동라고 하여 반대했다. 할 수 있으며 스탈린주의와 레닌주의의 권위주의를 비판하며, 사회민주주의는 사회주의의 본질인 계급 투쟁을 극단적 개량주의로 인해 무마시킨 부르주아 사상이라고 비판했다. 또한 트로츠키주의의 경우도 레닌주의와 흡사한 프롤레타리아 일당제를 옹호한다는 점에서 비판했다. 
현재 룩셈부르크주의는 공산주의 계열에서 소수파에 불과하지만 공산주의자들은 룩셈부르크주의를 마르크스주의의 원론적 뜻과 혁명의 참뜻을 모아놓은 혁명적 공산주의로 보고 있으며 룩셈부르크주의의 정책도 주시해야 할 정책이라고 주장한다.

### 룩셈부르크주의의 철학
그녀가 1차 세계 대전 중 독일의 감옥에서 저작한 《러시아 혁명》은 볼셰비키의 권위주의적이고 기회주의적인 정책을 비평했다. 이를테면, 1918년 1월의 헌법 제정 회의의 억압과 완전한 소작농 공동체의 토지분배가 아닌 특정 토지를 부분적으로 사유화시킨다는 정책을 지지한다는 정책을 비판했다. 그녀의 공산주의 철학이 담겨져있는 저서인 《Dialectic of Spontaneity and Organisation》에 따르면 계급 투쟁에서 프롤레타리아 계층의 자발성과 구성 조직은 분할 될 가능성이 있는, 또는 분할 된 활동이 아니며 그것은 복잡하게 구조되어있는 정치적 과정이 아니라고 주장한다. 그녀는 "한쪽이 없으면 다른 쪽도 존재하지 않는다." 라고 주장했으며 결정적으로 초보적이고 자연 발생적인 계급 투쟁이 더 높은 수준의 계급 투쟁을 불러일으킨다는 것이다.

### 민족 자결에 대한 비판
룩셈부르크주의에서는 후에 윌슨주의에서 나타나는 민족 자결에 반대했으며, 후에 러시아에서 일어났던 차르 세력의 비민주적이고 절대주의적인 민족 자결을 볼셰비키가 똑같이 자행하고 있다고 비판하였다. 그러나 이러한 비판에 대해 볼셰비키는 차르의 억압은 볼셰비키의 혁명 활동으로 인해 해방되었고, 강압적 민족 자결과 프롤레타리아의 해방은 다른 것이라 반론하였다. 로자 룩셈부르크는 사회민주주의의 행동을 사회주의에 대한 완전한 배신으로 간주했는데, 그러한 이유는 1차 세계 대전 발발시 세계의 사회민주주의 정당은 전쟁 중 '성내 평화'라는 이름으로 각국의 부르주아를 지지하는 것으로 노동자 계급을 배반했기 때문이다. 이것은 그녀가 소속한 독일 사회민주당도 포함되었었다. 당시 소수파에 속했던 로자 룩셈부르크는 사민당의 다수파가 전쟁 기간 중 전비 조달책 투표에 찬성하는 것을 알았기 때문이다.
그녀는 전쟁을 부르주아 계급이 세계의 자원과 시장을 지배하기 위해 만든 대량 학살로 간주했으며, 전쟁 중에 젊은 노동자 계급을 징병하는 것에 대해 반대했다. 그녀는 제2인터내셔널을 자본주의를 위한 부르주아들의 산하 단체에 기회주의 정당에 지나지 않는다고 판단하여 제2인터내셔널에서 탈퇴했다. 그녀는 칼 리프크네히트와 같은 같은 견해를 가진 공산주의자들과 함께 독일 공산당을 조직하여 1919년 독일 혁명을 전개했지만 실패하고, 로자 룩셈부르크는 살해당한다.

## 같이 보기
- 좌파공산주의
- 반레닌주의
- 마르크스주의적 무정부주의
- 자유지상주의적 사회주의
- 사회 비판
- 자본축적론